# Sepedon cascadensis
Sepedon cascadensis är en tvåvingeart som beskrevs av Fisher och Orth 1974. Sepedon cascadensis ingår i släktet Sepedon och familjen kärrflugor.
Artens utbredningsområde är Oregon. Inga underarter finns listade i Catalogue of Life.